# Hister pulicarius
Hister pulicarius är en skalbaggsart som beskrevs av Carl Peter Thunberg 1784. Hister pulicarius ingår i släktet Hister och familjen stumpbaggar. Inga underarter finns listade i Catalogue of Life.